# Frank McLaury

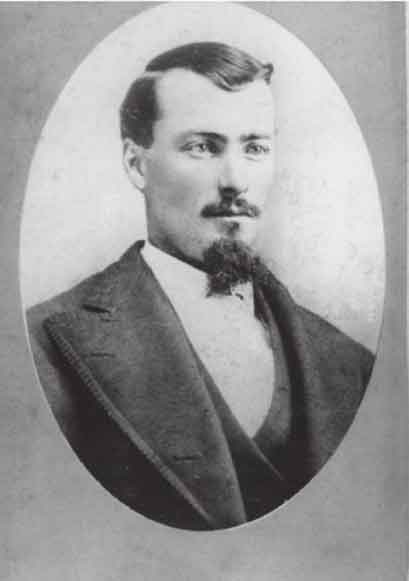
Frank McLaury

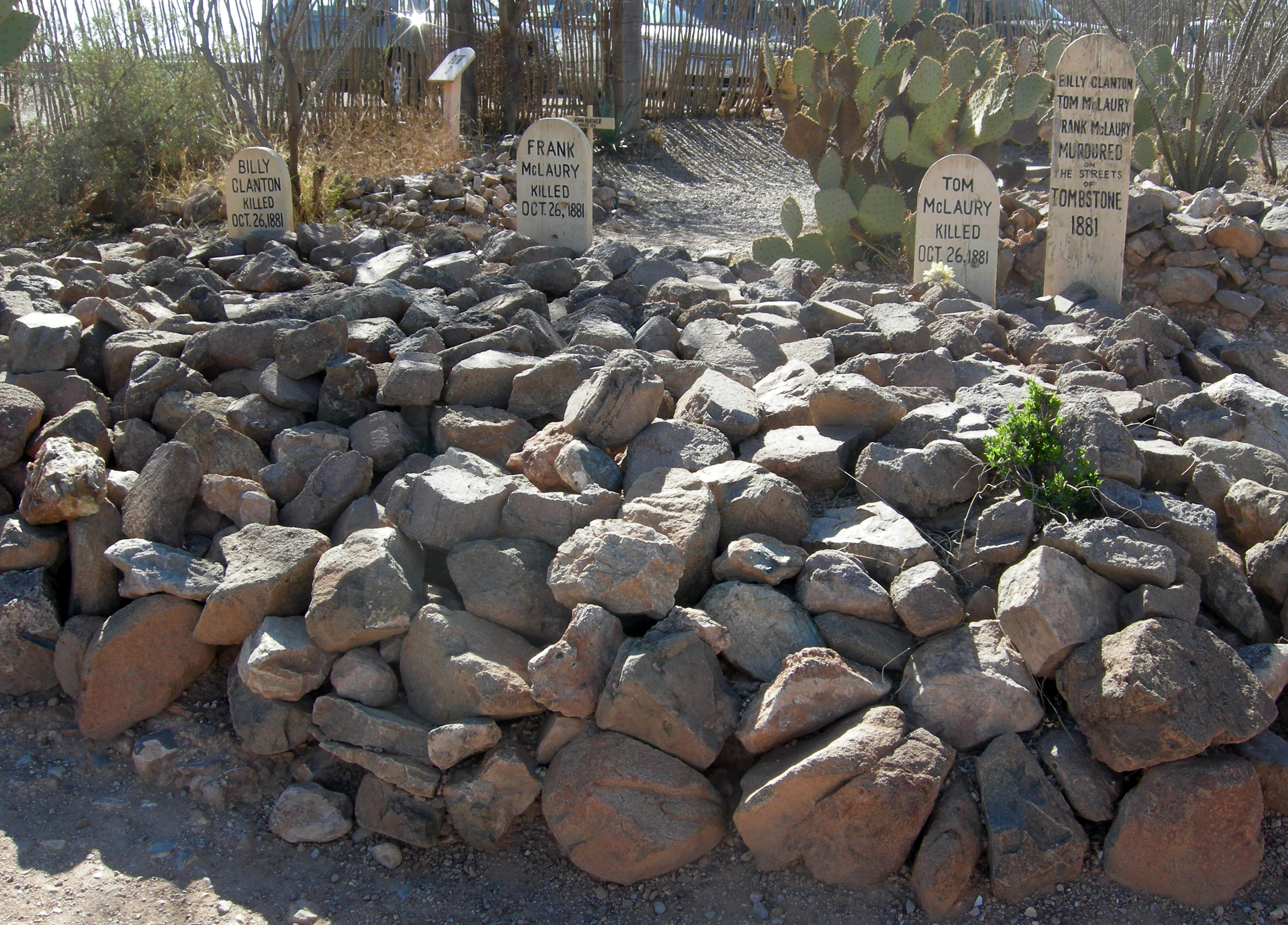
Grab von Billy Clanton, Frank McLaury und Tom McLaury in Boothill Cemetery, Tombstone, Arizona.

Frank McLaury, geboren als Robert Findley McLaury (* 3. März 1848 in Kortright; † 26. Oktober 1881 in Tombstone) war ein US-amerikanischer Cowboy und Revolverheld im Wilden Westen. Er wurde durch seine Teilnahme mit seinem Bruder Tom McLaury an der Schießerei am O. K. Corral gegen Wyatt Earp, Morgan Earp, Virgil Earp und Doc Holliday bekannt, bei der beide getötet wurden.

## Leben
Frank McLaury wurde als Sohn von Margaret Rowland und Robert Houston McLaury in Kortright, New York geboren. Die Familie hatte elf Kinder und lebte in ärmlichen Verhältnissen auf einer Farm. 1855 zogen sie auf eine andere Farm in Benton County, Iowa, wo der Vater eine neue Anstellung fand. Nach dem Tod der Eltern zogen die Brüder Frank und Tom McLaury Ende der 1870er Jahre in das südliche Arizona und erwarben dort zwei Ranches. Frank und Tom, die unter notorischem Geldmangel litten, engagierten sich in der sogenannten Clanton-Bande bei Vieh- und Rinderdiebstählen. Im Ort gingen Gerüchte um, dass die McLaury-Brüder mit den Clantons bei organisiertem Viehdiebstahl und Hehlerei zusammenarbeiteten. Auf Grund von Streitereien beim Glücksspiel kam es zwischen den beiden Parteien um die McLaurys einerseits und Doc Holliday sowie den Earp-Brüdern andererseits zu einem hitzigen Wortwechsel. Einer anderen Aussage von Virgil Earp zufolge soll ein nächtliches Rendezvous eines der McLaury-Brüder mit der sechzehnjährigen Stieftochter Hattie Earp die Ursache des Streits gewesen sein.
Am 25. Oktober 1881 fuhren Ike Clanton und Tom McLaury mit ihren Kutschen nach Tombstone, um Vorräte zu kaufen. Am selben Abend und am folgenden Morgen kam es erneut zu einer Eskalation. Die Earp-Brüder und Doc Holliday provozierten verbal und tätlich Frank und Tom McLaury, um diese zu einem Kampf herauszufordern. Am Nachmittag des 26. Oktober 1881 ritten Tom McLaury und Billy Clanton durch die Stadt und stießen auf Frank McLaury, der Wyatt Earp beim Wegführen seines Pferdes beobachtete. Daraufhin kam es zu erneuten verbalen Auseinandersetzungen. An einer unbebauten Fläche in O. K. Corral, am Block 17 hinter einem örtlichen Mietstall, griff der herbeigerufene örtliche Sheriff John Behan ein und wollte alle Beteiligten entwaffnen. Frank McLaury weigerte sich mehrmals den Aufforderungen nachzukommen, und mehrere Vermittlungsversuche des Sheriffs zwischen den zerstrittenen Parteien schlugen fehl. Nach weiteren verbalen Entgleisungen kam es schließlich zur Schießerei, bei der Frank und Tom McLaury sowie Billy Clanton tödlich verletzt wurden. Ike Clanton und Billy Claiborne konnten sich noch rechtzeitig unverletzt absetzen, während Virgil Earp, Morgan Earp sowie Doc Holliday verletzt überlebten.